# AR Fox
Thomas James Ballester, né le 5 septembre 1987 à Ansonia, est un catcheur (lutteur professionnel) américain plus connu pour son travail à la Combat Zone Wrestling sous le nom de ring d'AR Fox. Il travaille actuellement à la All Elite Wrestling.

## Carrière

### Débuts (2007-2010)
Ballester apprend le catch à Atlanta dans l'école de la World Wrestling Alliance 4 dirigé par Mr. Hughes (en) et commence dans cette fédération en 2007,. Peu de temps après, il passe un peu plus d'une semaine à s'entraîner à la Florida Championship Wrestling, le club-école de la World Wrestling Entertainment.

### Combat Zone Wrestling (2010-2020)
Fox commence à travailler pour la Combat Zone Wrestling (CZW) le 13 février 2010 où durant le spectacle célébrant le 11e anniversaire de la fédération il participe à un match à trois face à Unbreakable Andy remporté par Aaron Arbo. Le 10 septembre, il devient challenger pour le championnat championnat du monde poids-lourds junior de la CZW après sa victoire dans un match de l'échelle comprenant Alex Colon, Facade, Ricochet, Ruckus et tHURTeen. Il affronte Adam Cole le 9 octobre où ce dernier conserve son titre après un coup dans l'entrejambe de son adversaire suivi d'un petit paquet. Ils s'affrontent à nouveau le 11 décembre au cours de Cage Of Death XII où Cole garde à nouveau sa ceinture de champion.
Le 12 février 2011 au cours du spectacle célébrant le 12e anniversaire de la CZW, il est un des participants d'un match à six où le vainqueur participe au tournoi Best of the Best X remporté par Jonathan Gresham. Il obtient sa place dans ce tournoi un mois plus tard où il gagne un match à trois face à Ryan McBride et Alex Colon. Il n'y passe pas le premier tour où Sami Callihan le bat dans un match à trois à élimination comprenant aussi Jake Crist. Le 11 juin, il devient champion Télévision câblé de la CZW après sa victoire sur Drew Gulak. Il garde ce titre jusqu'au 9 juillet où Jake Christ le bat.

### Dragon Gate USA et Evolve (2010-2015)
Lors de Uprising 2011, il perd contre Akira Tozawa.
Lors de Enter The Dragon 2012: Third Anniversary Celebration, lui et CIMA battent WORLD-1 International (Rich Swann et Ricochet) et remportent les vacants Open The United Gate Championship. Le 6 octobre, Fox a commencé sa deuxième tournée avec la Dragon Gate avec une victoire sur Jimmy Kagetora[réf. nécessaire]. Lors de Dragon Gate The Gate Of Victory 2012 - Tag 2, lui et CIMA conservent les Open the United Gate Championship contre WORLD-1 International (Masato Yoshino et Naruki Doi)[réf. nécessaire]. Lors de Dragon Gate The Gate Of Victory 2012 - Tag 3, ils conservent leur titres contre Jimmyz (Jimmy Susumu & Mr. Kyu Kyu Toyonaka Dolphin)[réf. nécessaire].

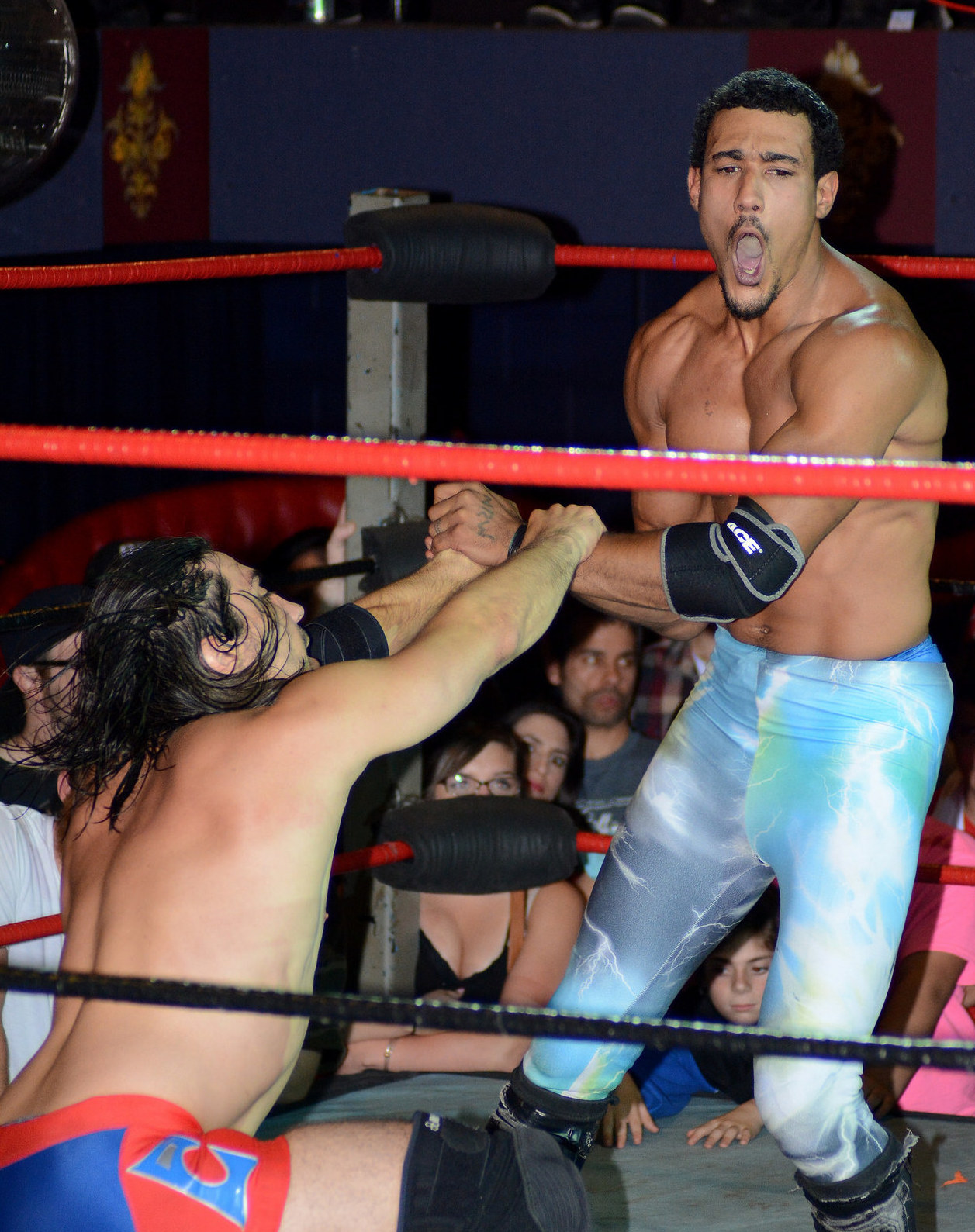
Fox dans le ring avec Paul London

Lors de EVOLVE 19: Crowning The Champion, il bat Jon Davis, Ricochet et Sami Callihan au cours d'un one-night single-elimination tournament pour devenir le premier Evolve Champion. Lors de Open The Ultimate Gate 2013, lui et CIMA perdent les Open the United Gate Championship contre The Young Bucks. Lors de EVOLVE 20, il conserve son titre contre Nick Jackson. Lors de EVOLVE 21, il conserve son titre contre Eita. Lors de EVOLVE 22, il conserve son titre contre Lince Dorado.
Lors de Fearless 2013, il conserve son titre contre Fire Ant, Mark Angelosetti et Shane Strickland dans un Fatal Four Way Freestyle Match. Lors de EVOLVE 25, il conserve son titre contre Davey Richards. Lors de REVOLT! 2014, il conserve son titre contre Drew Gulak. Lors de Way Of The Ronin 2014, il perd le titre contre Chris Hero.
Lors de WWNLive In China - Tag 3, il perd contre Ricochet et ne remporte pas le Open The Freedom Gate Championship. Lors de WWNLive In China - Tag 4, il perd contre Rich Swann et ne remporte pas le FIP World Heavyweight Championship. Lors de EVOLVE 39, il perd contre Johnny Gargano et ne remporte pas le Open The Freedom Gate Championship.

### All American Wrestling (2015–2020)
Lors de EPIC 2017: The 13th Anniversary Show, il perd contre Penta El Zero M et ne remporte pas le AAW Heritage Championship. Lors de Take No Prisoners 2017, lui et Rey Fénix battent OI4K (Sami Callihan et Jake Crist) et remportent les AAW Tag Team Championship.

### Autres Fédérations (2010-...)
Le 3 décembre 2010, il fait ses débuts pour la Full Impact Pro (FIP), où il perd contre Jon Moxley et ne remporte pas le FIP World Heavyweight Championship,. Le 19 mars 2011, il perd contre Craig Classic et ne remporte pas le NWA World Junior Heavyweight Championship[réf. nécessaire].

## Palmarès
- All American Wrestling
  - 1 fois AAW Heritage Championship
  - 1 fois AAW Tag Team Championship avec Rey Fénix

- Chile Lucha Libre
  - 1 fois CLL International All Star Championship
  - Torneo Sala de Campeones (2013)

- Combat Zone Wrestling
  - 1 fois CZW World Junior Heavyweight Championship
  - 2 fois CZW Wired TV Championship
  - CZW World Junior Heavyweight #1 Contendership Tournament (2011)
  - Queen and King of the Ring (2013) avec Athena
  - Best of the Best 11 People's Choice Award (2012)

- Dragon Gate USA
  - 1 fois Open The United Gate Championship avec CIMA

- Dreamwave Wrestling
  - 1 fois Dreamwave Alternative Championship

- Evolve Wrestling
  - 1 fois Evolve Championship
  - 1 fois Evolve Tag Team Championship avec Leon Ruff
  - Evolve Championship Tournament (2013)
  - Style Battle Tournament (2011)

- Fight The World Wrestling
  - 1 fois FTW Heavyweight Championship

- Full Impact Pro
  - Jeff Peterson Memorial Cup (2011)

- Insanity Pro Wrestling
  - 1 fois IPW Junior Heavyweight Championship

- Legacy Wrestling
  - 1 fois Legacy Heavyweight Championship

- Lucha Underground
  - 1 fois Lucha Underground Trios Championship avec Killshot et The Mack

- Southern Wrestling Association
  - 1 fois SWA Tag Team Championship avec Moose
  - Rhymer Cup (2015) avec Moose

- WrestleCircus
  - 1 fois WC Sideshow Championship

## Récompenses des magazines
- Pro Wrestling Illustrated

| Année | 2012 | 2013 | 2014 | 2015 | 2016 | 2017 | 2018 | 2019 | 2020 | 2021 à 2022 | 2023 |
| ----- | ---- | ---- | ---- | ---- | ---- | ---- | ---- | ---- | ---- | ----------- | ---- |
| Rang  | 148  | 97   | 94   | 99   | 233  | 243  | 240  | 309  | 189  | Non classé  | 390  |